# Type 209 (lớp tàu ngầm)
Klasse 209 là loại tàu ngầm chạy bằng điện-diesel được phát triển bởi xưởng đóng tàu Howaldtswerke-Deutsche Werft tại Đức để dành riêng cho việc xuất khẩu. Phiên bản gốc Klasse 209/1100 được thiết kế vào cuối năm 1960. Mặc dù không được đưa vào hoạt động trong lực lượng hải quân Đức nhưng năm mẫu của nó là 209/1100, 209/1200, 209/1300, 209/1400 và 209/1500 đã xuất khẩu thành công cho 13 nước, với 61 tàu được đóng và chuyển giao từ năm 1971 đến năm 2008.

## Phát triển
Trong những năm 1970, lực lượng hải quân của nhiều nước bắt đầu có như cầu thay thế các tàu ngầm trong chiến tranh thế giới thứ hai đang bắt đầu bị lão hóa và lỗi thời. Trong thời gian này, rất ít thiết kế tàu ngầm phương Tây có sẵn để xuất khẩu vì hầu hết rất to, đắt tiền và được thiết kế cho chiến tranh lạnh còn một số khác thì được thiết kế để dùng cho một số nước cụ thể nào đó như tàu ngầm lớp Daphné, tàu ngầm lớp Oberon hay tàu ngầm Đề án 641. Vì thế Bộ Quốc phòng Đức đã quyết định thực hiện một thiết kế tàu ngầm để cung cấp một giải pháp với vũ trang đầy đủ và giá cả hợp lý.

## Thiết kế
Klasse 209 được thiết kế bởi Ingenieur Kontor Lübeck (IKL) chủ yếu là dựa trên thiết kế tàu ngầm của Đức trước đó (đặc biệt là Klasse 206) với nhiều trang bị hơn. Thiết kế một thân đồng nhất và cho phép các hoa tiêu chỉ huy có thể xem toàn bộ tàu ngầm từ mũi đến đuôi qua kính tiềm vọng và việc làm nó cũng tương đối đơn giản theo ý tưởng của giáo sư Gabler người chịu trách nhiệm chính trong thiết kế tàu.
Phòng máy nằm ở đuôi tàu, còn phòng lái và điều khiển chiến đấu nằm ở giữa thân tàu nơi đặc kính tiềm vọng. Hệ thống đẩy của tàu ban đầu được trang bị động cơ diesel hút dầu trực tiếp sau đó chuyển sang động cơ tăng áp để tăng công suất. Phần dưới cùng của tàu ngầm là hai khoang chứa pin ớ trước và sau phòng điều khiển, hai khoang này chiếm 25% thể tích của tàu phục vụ việc hoạt động mô tơ điện có công suất 5000 hp để tàu chạy với vận tốc hơn 20 hải lý/giờ. Động cơ đẩy không cần không khí cũng có thể được trang bị trên tàu thông qua việc nâng cấp.
Klasse 209 có 8 ống ngư lôi 533 mm và có thể mang theo 14 ngư lôi. Mẫu Klasse 209/1200 có thể phóng tên lửa Harpoon. Tàu có thể sử dụng nhiều loại ngư lôi khác nhau tùy theo yêu cầu chế tạo của nước đặt hàng nhưng có hai mảng chính là các loại ngư lôi vừa đánh trên mặt vừa đánh dưới nước và các loại ngư lôi chuyên dùng đẻ đánh chìm tàu mặt nước.
Ngoài ra tùy theo mẫu mà tàu có thể mang 28 thủy lôi thay ngư lôi và tên lửa hoặc 24 thủy lôi gắn ngoài tàu.

## Biến thể
Tàu có 5 mẫu chính là: Klasse 209/1100, Klasse 209/1200, Klasse 209/1300, Klasse 209/1400 và Klasse 209/1500. Tàu còn được dùng để phát triển tàu ngầm lớp Dolphin của Isreal và tàu ngầm lớp Chang Bogo cho Hàn Quốc.

## Các nước sử dụng
Hiện có 61 chiếc đã được đóng cho các nước khác nhau trên thế giới ngoài ra trong năm 2012 Ai Cập đã đặc đóng hai chiếc.
- Argentina
- Ấn Độ
- Bolivia
- Brazil
- Chile
- Colombia
- Ecuador
- Hàn Quốc
- Hy Lạp
- Indonesia
- Peru
- Nam Phi
- Thổ Nhĩ Kỳ